# Swatch

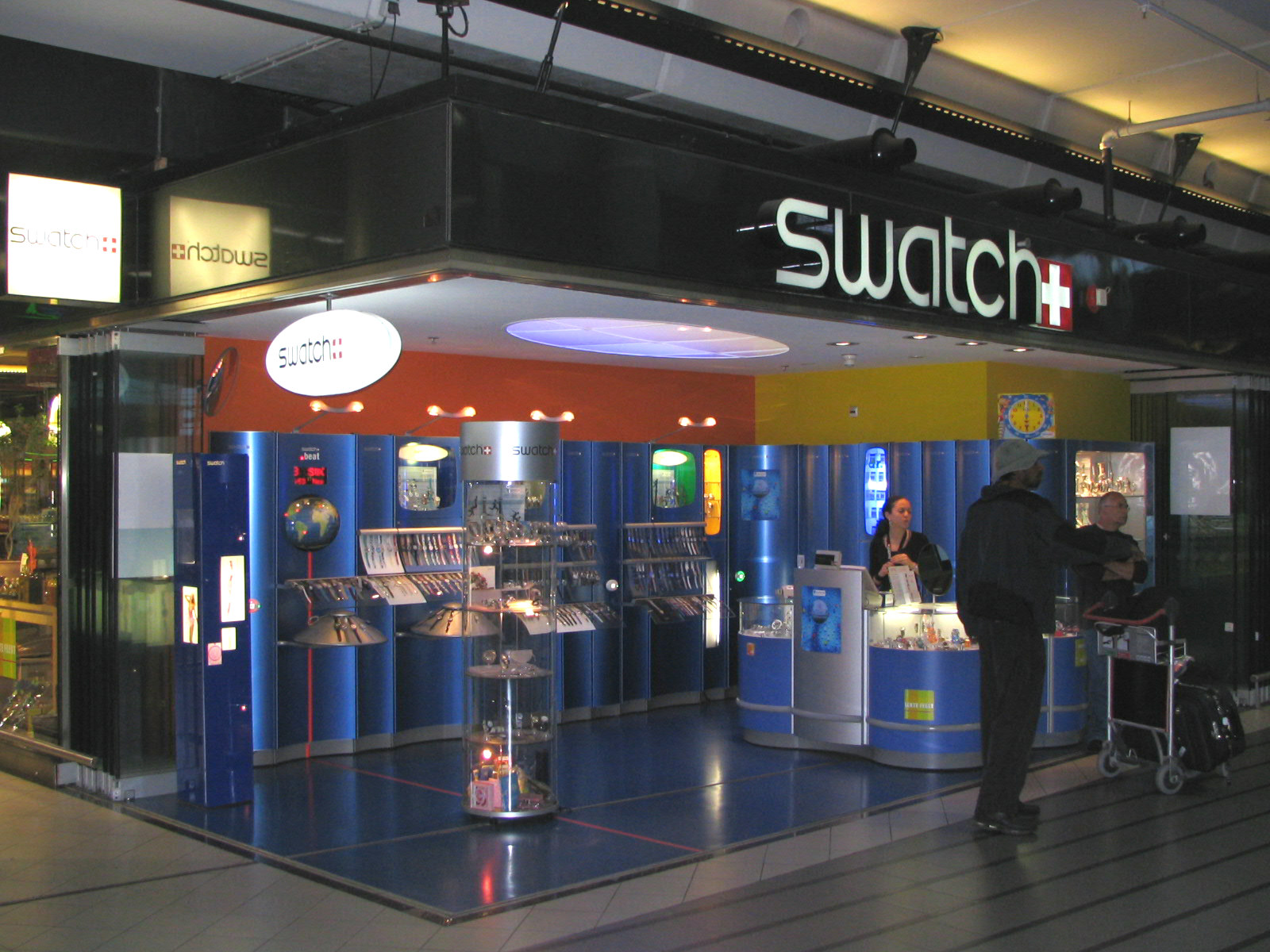
Swatch

Flik Flak

Swatch is een Zwitsers bedrijf, vooral bekend door haar collectie horloges. Het bedrijf is opgericht door Nicolas Hayek en is eigendom van de Swatch Group. Het is gevestigd te Biel.
Met de eerste Swatchcollectie in 1983 begon een terugkeer voor het Zwitserse horloge. De markt voor goedkope horloges werd bepaald door horloges uit het verre oosten. Door een innovatieve fabricage gekoppeld aan een sterke marketing werd het horloge een mode-artikel. De fabricagekosten waren 80% lager en het aantal onderdelen waaruit een horloge bestond was drastisch minder. Swatch horloges werden direct een hit, te beginnen op de introductiemarkt, de Verenigde Staten. Andere landen bleven niet achter. Swatch redde hiermee de noodlijdende Zwitserse horlogeindustrie en zette deze lijn voort door grote overnames en het tot nieuw succes brengen van oude merken. 
Swatch bereikte zijn hoogtepunt in het midden van de jaren negentig, het breidde uit door introductie van vele nieuwe types horloges, door juwelen aan het assortiment toe te voegen en er werd met Mercedes-Benz geïnvesteerd in een auto die de ideeën van Swatch belichaamde, de Smart ofwel de Swatch Mercedes Art. Voordat de Smart in productie kwam trok Swatch zich terug uit dit project.
In 1998 lanceerde Swatch de Swatch internettime, een universele tijdsaanduiding waarbij een dag in duizend "beats" verdeeld wordt (1 minuut 26,4 seconden). Dit systeem kent geen tijdzones en is gebaseerd op de Biel Mean Time. Biel is de vestigingsplaats van Swatch. Het werd geen groot succes. 
Hoewel de hype in veel landen over lijkt te zijn, verkoopt Swatch onverminderd horloges in een toenemend aantal landen, veelal vanuit de zogenaamde Swatch Stores. Maar uiteraard ook via de Swatch webshop.
Er is een wereldwijd netwerk van actieve verzamelaars en sommige modellen zijn collector's items geworden waarvoor zeer hoge bedragen worden betaald.